# دنیای شیرین
دنیای شیرین نام یک مجموعهٔ تلویزیونی ایرانی به کارگردانی بهروز بقایی و تهیه کنندگی علی خودسیانی محصول سال ۱۳۷۶ ایران است که از برنامهٔ کودک و نوجوان شبکه ۱ تلویزیون ایران پخش می‌شد.

## خلاصه داستان
این مجموعه تلویزیونی، داستان دو خانواده (هفت شخصیت ثابت) است که گوینده داستان، دختری به نام «شیرین» با بازی زهرا جواهری است. او همراه با پدرش که یک گلفروش، مادرش که یک پرستار، دو برادر کوچکترش که هرسه دانش‌آموز هستند و در همسایگی آنها دایی آنها و پسر کوچکش در یک طبقه از یک آپارتمان زندگی می‌کنند. در هر قسمت، آنها با موضوع تازه‌ای درگیر می‌شوند.

## بازیگران و عوامل تولید

### بازیگران ثابت
- رضا عطاران
- رضا فیاضی
- سهیلا عزیزی
- زهرا جواهری
- علیرضا رئیسی
- اشکان اشتیاق
- سپهر آزادی
- کمند امیر سلیمانی